# Belo, Medvode
Belo este o localitate din comuna Medvode, Slovenia, cu o populație de 27 de locuitori.